# La Cofradía, delstaten Mexiko
La Cofradía är en ort i kommunen Morelos i delstaten Mexiko i Mexiko. Samhället hade 149 invånare vid folkräkningen år 2020.